# Rolreder

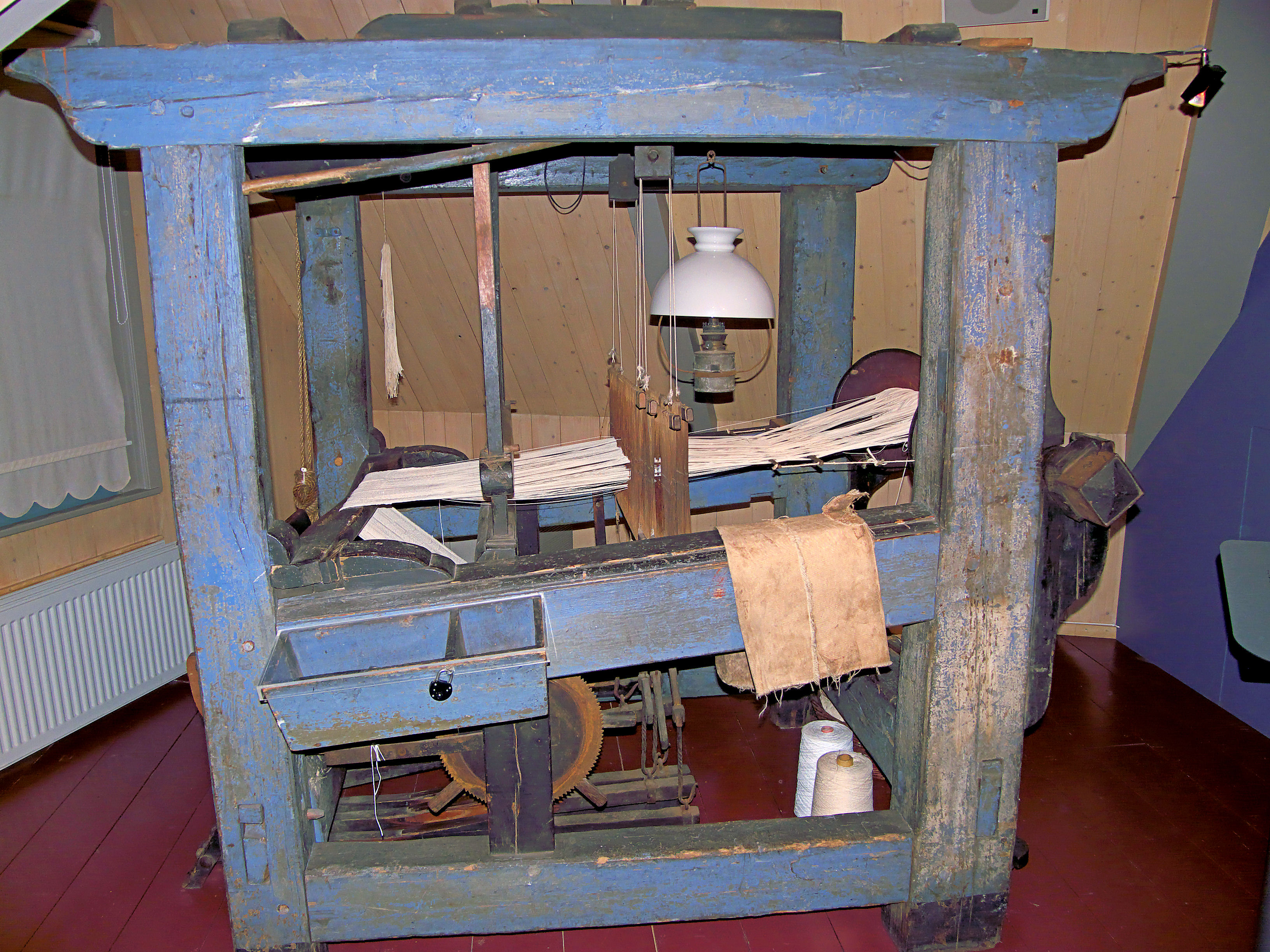
Getouw voor het weven van zeildoek

Een rolreder was in de vroegmoderne tijd iemand die zich bezighield met de productie en verkoop van zeildoeken.
Meestal was een rolreder vooral werkzaam als fabrikeur, waarbij hij grondstoffen leverde aan zelfstandigen die ze in de vorm van huisnijverheid verwerkten tot een afgewerkt product dat hij dan weer opkocht. Er was echter (tijdens en na de industriële revolutie) ook sprake van kleinschalige fabrieksmatige productie.

## Verwerking
Rolreders kochten hennep op in het Oostzeegebied, of in de Lopiker-, Krimpener- en Alblasserwaard waar het werd verbouwd op speciale hennepakkers. De opgekochte hennepstengels werden per schuit in schoven naar de Zaanstreek of het Schermereiland gebracht.
In beukmolens werden de hennepstengels geplet. Hierna werd het gehekeld, waardoor de vezelbundels zo fijn mogelijk verdeeld werden. De gehekelde hennep werd daarna in de centrale werkplaats van de rolreder, het zied- of spinhuis, tot garens gesponnen en op klossen gespoeld. Het spinwerk vond ook vaak plaats bij de arbeiders thuis.
Na het spinnen werden de garens in het ziedhuis gekookt in een loogoplossing waardoor ontkleuring van de vezels plaatsvond. Vervolgens werden de bundels garen opgehangen aan garenstokken, in de buitenlucht gedroogd en daarna gebleekt.
Het volgende stadium was het weven op een weefgetouw, wat plaats vond in het achterhuis of een schuur van de thuiswerker. Uiteindelijk ontstond er dan een eindproduct, een rol van ongeveer 34 meter.

## Krommenie

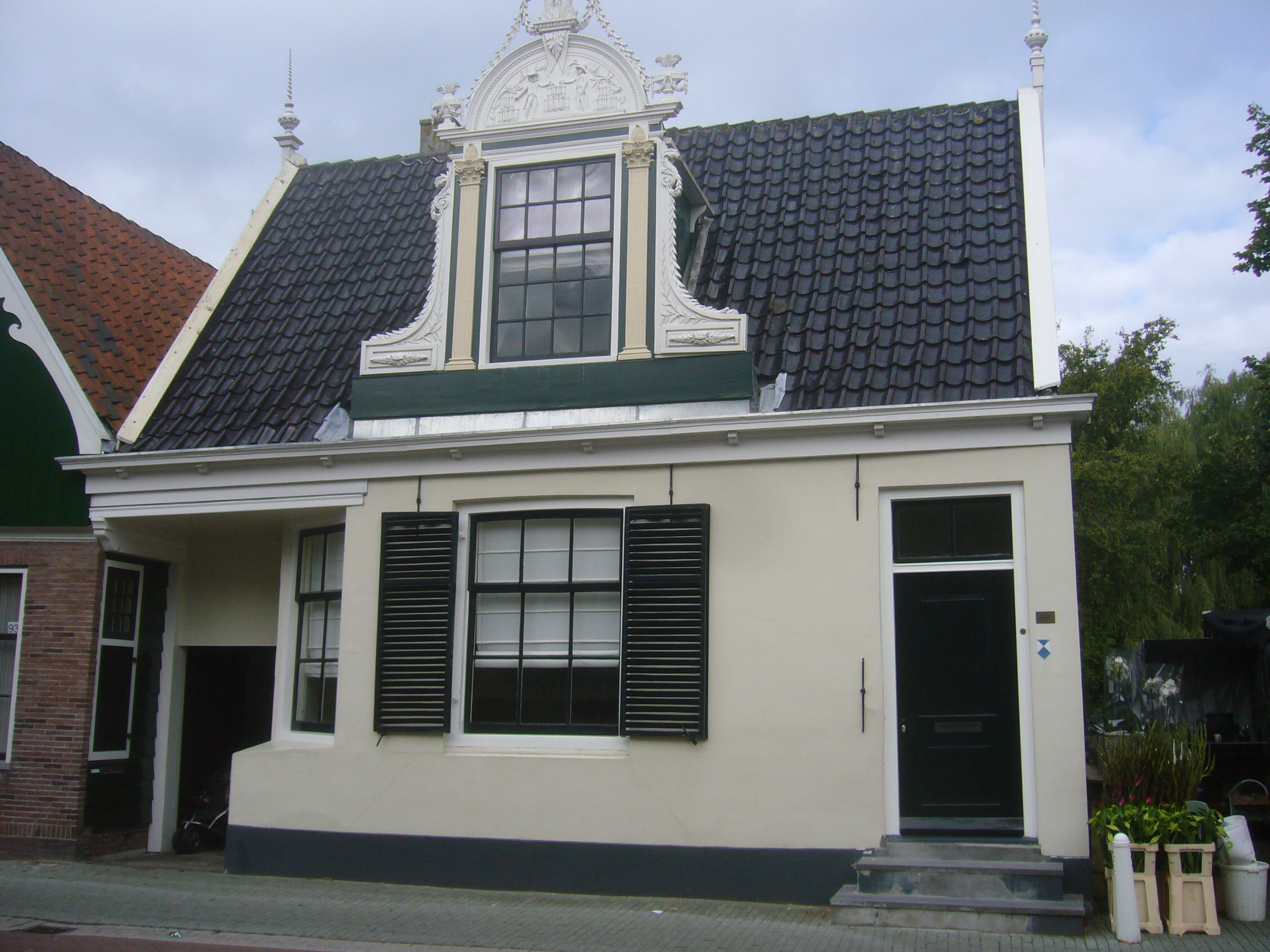
Rijkversierd woonhuis van een rolreder

Lange tijd lag het centrum van de zeildoekindustrie in Krommenie. Tijdens deze periode waren de rolrederijen er een belangrijke bron van werkgelegenheid. De kwaliteit van het Hollandse zeildoek uit Krommenie was internationaal befaamd. In 1851 stonden in Krommenie, dat toen ongeveer 2500 inwoners had, 434 weefgetouwen, die samen 20.588 rollen zeildoek produceerden. In die tijd waren nog acht rolreders actief (in heel Nederland dertien). Het piekjaar voor Krommenie was 1725 met 33.272 rollen en 41 rolreders (Nederland 58). Op oude gevelstenen en Friezen zijn hier nog de overblijfselen van te vinden.
In het Zuiderzeemuseum in Enkhuizen staat een weefgetouw uit de 17e eeuw, geschonken door de firma P.H. Kaars Sijpesteijn.